# الشعر و الشعراء
الشعر و الشعراء اثر ابن قتیبه، زندگی‌نامهٔ ۲۰۶ تن از شاعران همراه بررسی‌ها و نقد اشعارشان است. این اثر را از کهن‌ترین آثار عربی در موضوعش و نقد شعر عربی می‌دانند که نگارنده در دیباچهٔ آن بیان داشته است.